# Renfe Avant

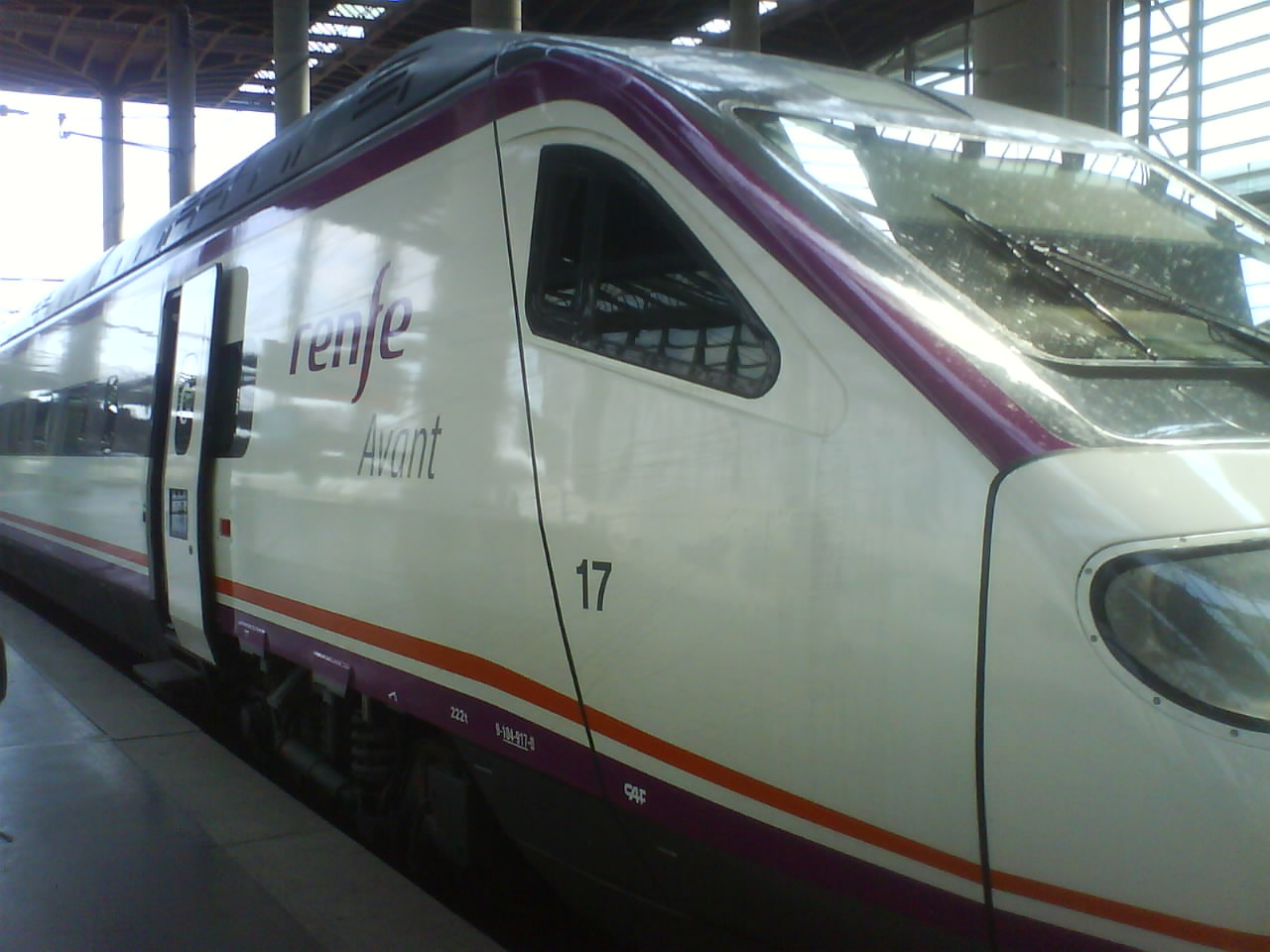
Tren Avant

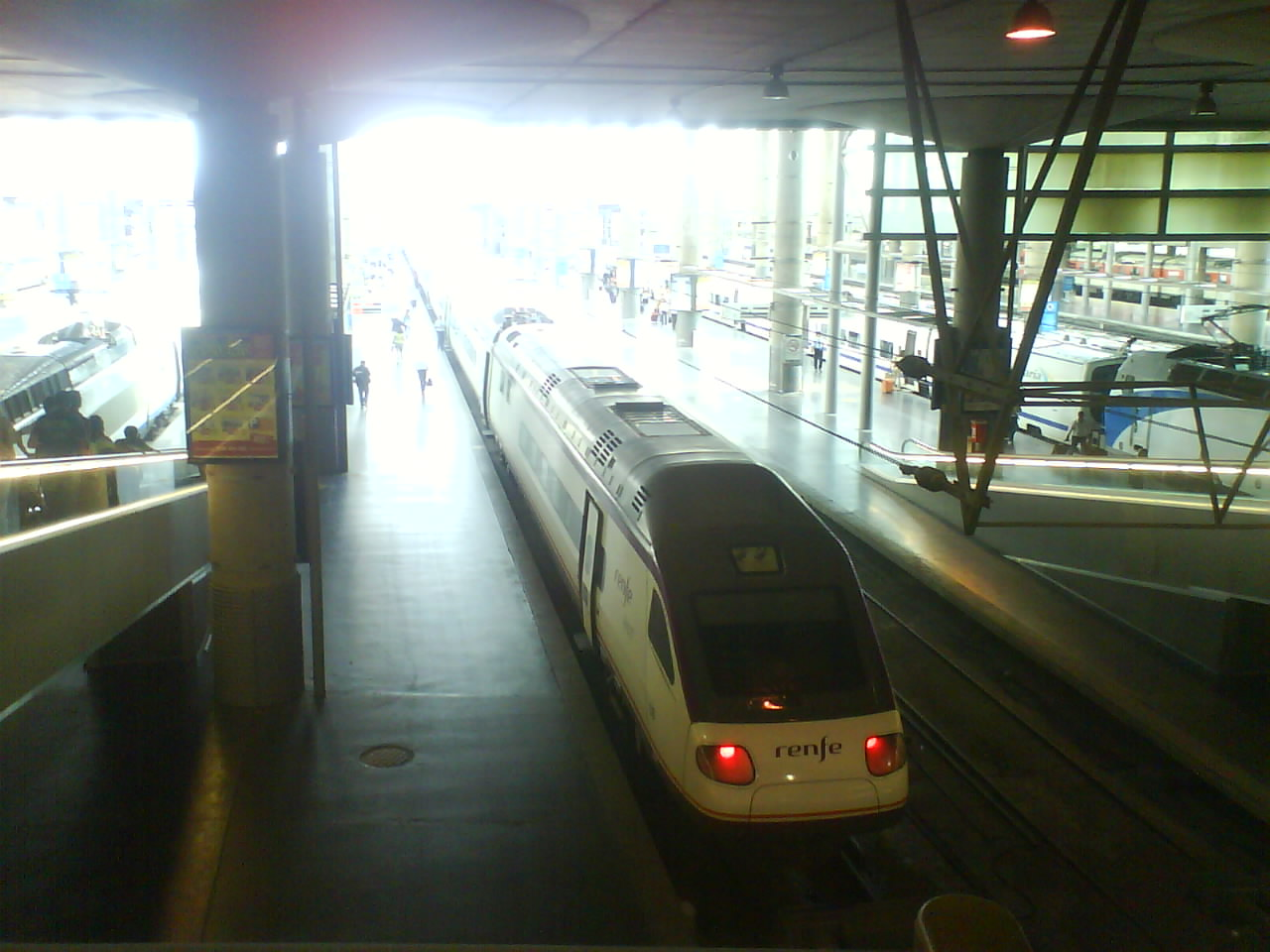
Tren Avant a l'estació de Madrid-Puerta de Atocha

Renfe Avant és una marca comercial o servei de Renfe que complementa les línies d'alta velocitat. Les línies d'alta velocitat interconnecten les grans ciutats amb Madrid, mentre que Renfe Avant és un servei regional d'alta velocitat.
| Mitjana Distància: Avant  |                                      |                                                                               |                                    |
| Origen/Destinació         | Origen/Destinació                    | Parades intermèdies                                                           | LAV                                |
| Barcelona-Sants           | Lleida Pirineus (1 h 15 min)         | Camp de Tarragona (41 min)                                                    | LAV Madrid - Frontera Francesa     |
| Madrid - Puerta de Atocha | Puertollano (1 h 13 min)             | Ciudad Real (53 min)                                                          | LAV Madrid-Sevilla, Còrdova-Màlaga |
| Madrid - Puerta de Atocha | Toledo (30 min)                      |                                                                               | LAV Madrid-Sevilla                 |
| Madrid-Chamartín          | Segovia-Guiomar (35 min)             |                                                                               | LAV Madrid-Segovia-Valladolid      |
| Saragossa-Delicias        | Calatayud (30 min)                   |                                                                               | LAV Madrid - Frontera Francesa     |
| Saragossa-Delicias        | Osca (42 min)                        |                                                                               | LAV ramal Saragossa-Osca           |
| Sevilla - Santa Justa     | Màlaga - María Zambrano (1 h 55 min) | Còrdova Central (35 min) · Puente Genil (1 h 12 min) · Antequera (1 h 26 min) | LAV Madrid-Sevilla, Còrdova-Màlaga |

## A Catalunya
De moment a Catalunya només hi ha una línia de Renfe Avant que connecta Barcelona-Sants, Camp de Tarragona i Lleida-Pirineus. Més endavant s'hi podrien afegir l'estació del Prat de Llobregat i la nova estació per a trens d'alta velocitat que s'ha de construir a Vilafranca del Penedès als afores de la ciutat just al costat de les vies de tren convencional. A més també hi haurà una altra línia per a Girona i Figueres quan s'acabin les obres de la línia d'alta velocitat.
Els preus d'aquesta línia Renfe Avant són de (any 2009):
- Barcelona-Tarragona: 12,55 €
- Barcelona-Lleida: 21,45 €
- Tarragona-Lleida: 10,20 €

Tanmanteix es pot adquirir un abonament de 20 fins a 50 viatges a realitzar en trenta dies des del primer viatge on es pot arribar a reduir el preu del viatge fins a 5,47 €, 9,35 € i 4,45 € respectivament, comprant l'abonament de 50 viatges.